# Ramūnas Navardauskas
Ramūnas Navardauskas (nascido em 30 de janeiro de 1988) é um ciclista lituano que competiu no ciclismo nos Jogos Olímpicos de Verão de 2012, representando a Lituânia.